# Кацухіко Касівадзакі
Кацухіко Касівадзакі (яп. 柏崎 克彦, 16 вересня 1951, Кудзі, Івате) — японський дзюдоїст, чемпіон і призер чемпіонатів Японії і світу, автор книг і один з провідних фахівців з дзюдо у світі.

## Біографія
Кацухіко Касівадзакі почав займатися дзюдо з 10 років. Його першим тренером був майстер 5 дана Шотаро Кубо. Під час навчання в середній школі і до вступу до Токайского університету тренувати майбутнього чемпіона став майстер Юто Ваяма. Під час навчання в університеті в Токіо, підготовкою Кацухіко Касівадзакі став займатися двократний чемпіон світу по дзюдо (у 1967 і 1973) і триразовий чемпіон Японії Нобуюки Сато. Три майстри стали прикладом для Кацухіко Касівадзакі .Пізніше він відмітив, що Шотаро Кубо навчив його духу дзюдо, Юто Ваяма передав основи неадза, а Нобуюки Сато був для нього прикладом завзятості.
Стиль майстра Нобуюки Сато вплинув на схильність Касівадзакі до проєкцій за допомогою кидків і невадза. Дійсно, Ісао Окано відмічає здатність сенсея Сато використати хіккікомі гаесі перед тим, як узяти під контроль свого супротивника на землі. За словами Касівадзакі, його вчитель також отримав прізвисько «Невада Сато» у зв'язку з його бойовою технікою.

## Кар'єра
Одно з перших міжнародних досягнень Касівадзакі було не в дзюдо, а в самбо. Він завоював срібну медаль на Відкритому чемпіонаті Європи в Ризі в 1972 році в категорії до 62 кг. Золоту медаль виграв Сато сенсей, якого Кацухіко Касівадзакі супроводжував на заході. Незабаром він виграв чемпіонат світу по самбо в 1975 році в тій же ваговій категорії. Виступав в напівлегкій ваговій категорії (до 65 кг). Чемпіон (1975, і 1978—1980 років), срібний (1976) і бронзовий (1974, 1982) призер чемпіонатів Японії. Переможець і призер міжнародних турнірів. Переможець (1982) і бронзовий призер (1978) міжнародного турніру пам'яті Кано Дзіґоро в Токіо. Срібний призер чемпіонату світу 1975 року у Відні. На чемпіонаті світу 1981 року в Маастрихте піднявся на вищий ступінь п'єдесталу.
Після того, як Касівадзакі завершив участь в змаганнях, він переїхав в Лондон, щоб викладати і тренувати у Будоквай. Там він познайомився зі знаменитим фотографом Теренсом Донованом, який тренувався в клубі і з яким пізніше вони стали друзями і написали книгу Fighting judo. Пізніше Кацухіко Касівадзакі був національним тренером по дзюдо в Канаді, Німеччині і в інших країнах. З 2009 року він став головним тренером в Міжнародному університеті Будо в Японії.

### Досягнення
| Рік  | Змагання                          | Місто           | Результат | Категорія |
| ---- | --------------------------------- | --------------- | --------- | --------- |
| 1975 | Чемпіонат світу                   | Відень          | Срібло    | до 63 кг  |
| 1981 | Чемпіонат світу                   | Маастрихт       | Золото    | до 65 кг  |
| 1976 | Tournoi de Paris                  | Париж           | Бронза    | до 70 кг  |
| 1977 | Міжнародний турнір                | Будапешт        | Золото    | до 65 кг  |
| 1978 | Міжнародний турнір                | Будапешт        | Золото    | до 65 кг  |
| 1978 | Кубок Кано Дзіґоро                | Токіо           | Бронза    | до 65 кг  |
| 1979 | Міжнародний турнір                | Санкті-Спіритус | Золото    | до 65 кг  |
| 1980 | Чемпіонат Тихоокеанського регіону | Гонолулу        | Золото    | до 65 кг  |
| 1982 | Кубок Кано Дзіґоро                | Токіо           | Золото    | до 65 кг  |